# 2528 Mohler
A 2528 Mohler (ideiglenes jelöléssel 1953 TF1) a Naprendszer kisbolygóövében található aszteroida. Az Indianai Egyetem fedezte fel 1953. október 8-án.